# جيك أندرسون (كرة سلة)
جيك أندرسون (بالإنجليزية: Jake Anderson)‏ مواليد 8 أبريل 1987 في شيكاغو، هو لاعب كرة سلة أمريكي. بدأ مسيرته الاحترافية في سنة 2011. يلعب في دوري كندا الوطني لكرة السلة كلاعب هجوم خلفي. يحمل الرقم 12. يبلغ طوله 6 قدم 2 بوصة (1.9 م).